# زیوان
زیوان، روستایی از توابع بخش فشاپویه شهرستان ری در استان تهران ایران است.
روستای زیوان روزگاری بسیار سرسبز و حاصلخیز بوده است.
از جمله آثار باستانی آن میتوان به مسجد جامع زیوان و خانه مشهدی حمزه شجری اشاره کرد.

## جمعیت
این روستا در دهستان کلین قرار دارد و براساس سرشماری مرکز آمار ایران در سال ۱۳۸۵، جمعیت آن ۶۹۳ نفر (۱۷۱خانوار) بوده‌است.